# Ankylopteryx quadrimaculata
Ankylopteryx quadrimaculata är en insektsart som först beskrevs av Guérin-Méneville 1844.  Ankylopteryx quadrimaculata ingår i släktet Ankylopteryx och familjen guldögonsländor. Inga underarter finns listade i Catalogue of Life.